# Coelichneumon cyaniventrops
Coelichneumon cyaniventrops là một loài tò vò trong họ Ichneumonidae.